# Pan American Junior Championships
Die Pan American Junior Championships sind ein Hockeywettbewerb für Herren- und Damenjugendnationalmannschaften. Er wird von der PAHF veranstaltet und seit 1978 (Herren) bzw. 1988 (Damen) durchgeführt. Bei den Herren war Argentinien bislang alleiniger Sieger. In den neun Finals gewannen die Argentinier viermal gegen Chile, dreimal gegen Kuba und zweimal gegen Kanada. Bei den Frauen durchbrachen die US-Amerikanerinnen 2008 zum ersten Mal das „Titel-Abonnement“ Argentiniens. Die Argentinierinnen wurden 2008 Dritte. Zuvor waren die USA viermal und Kanada und Trinidad und Tobago je einmal an Argentinien gescheitert.

## Männer

### Endergebnisse
| Jahr | Ort               | Sieger      | Zweiter | Dritter | Vierter | Fünfter        | Sechster       |
| ---- | ----------------- | ----------- | ------- | ------- | ------- | -------------- | -------------- |
| 2008 | Port of Spain     | Argentinien | Chile   | USA     | Kanada  | Mexiko         | Barbados       |
| 2005 | Havanna           | Argentinien | Chile   | Mexiko  | USA     | Kanada         | Kuba           |
| 2000 | Santiago de Chile | Argentinien | Chile   | Kuba    | USA     | Barbados       | Mexiko         |
| 1996 | Bridgetown        | Argentinien | Kuba    | Kanada  | Chile   | Mexiko         | Trinidad u. T. |
| 1992 | Havanna           | Argentinien | Kuba    | Kanada  | USA     | Chile          | Mexiko         |
| 1988 | Port of Spain     | Argentinien | Kuba    | Kanada  | Chile   | USA            | Guyana         |
| 1985 | Orlando           | Argentinien | Kanada  | Chile   | USA     | Trinidad u. T. | Mexiko         |
| 1981 | Santiago de Chile | Argentinien | Kanada  | Chile   | USA     | Mexiko         | Trinidad u. T. |
| 1978 | Mexiko-Stadt      | Argentinien | Chile   | Kanada  | Mexiko  | Kuba           | Jamaika        |

### Medaillenspiegel
| Platz | Verband             | Gesamt | Siege | Zweiter | Dritter | Vierter | Fünfter | Sechster |
| ----- | ------------------- | ------ | ----- | ------- | ------- | ------- | ------- | -------- |
| 1     | Argentinien         | 9      | 9     | 0       | 0       | 0       | 0       | 0        |
| 2     | Chile               | 9      | 0     | 4       | 2       | 2       | 1       | 0        |
| 3     | Kuba                | 5      | 0     | 3       | 0       | 0       | 1       | 1        |
| 4     | Kanada              | 8      | 0     | 2       | 5       | 1       | 1       | 0        |
| 5     | Vereinigte Staaten  | 7      | 0     | 0       | 1       | 5       | 1       | 0        |
| 6     | Mexiko              | 8      | 0     | 0       | 1       | 1       | 3       | 3        |
| 7     | Trinidad und Tobago | 3      | 0     | 0       | 0       | 0       | 1       | 2        |
| 8     | Barbados            | 2      | 0     | 0       | 0       | 0       | 1       | 1        |
| 9     | Guyana              | 1      | 0     | 0       | 0       | 0       | 0       | 1        |
|       | Jamaika             | 1      | 0     | 0       | 0       | 0       | 0       | 1        |

## Frauen

### Endergebnisse
| Jahr | Ort               | Sieger      | Zweiter        | Dritter     | Vierter | Fünfter  | Sechster       |
| ---- | ----------------- | ----------- | -------------- | ----------- | ------- | -------- | -------------- |
| 2008 | Port of Spain     | USA         | Chile          | Argentinien | Mexiko  | Uruguay  | Trinidad u. T. |
| 2005 | Havanna           | Argentinien | USA            | Chile       | Kanada  | Mexiko   | Uruguay        |
| 2000 | Bridgetown        | Argentinien | USA            | Kanada      | Chile   | Barbados | Trinidad u. T. |
| 1997 | Santiago de Chile | Argentinien | Kanada         | USA         | Chile   | Uruguay  | Barbados       |
| 1992 | Caracas           | Argentinien | Trinidad u. T. | Kanada      | USA     |          |                |
| 1988 | Buenos Aires      | Argentinien | USA            | Chile       | Uruguay | Kuba     | Paraguay       |

### Medaillenspiegel
| Platz | Verband             | Gesamt | Siege | Zweiter | Dritter | Vierter | Fünfter | Sechster |
| ----- | ------------------- | ------ | ----- | ------- | ------- | ------- | ------- | -------- |
| 1     | Argentinien         | 6      | 5     | 0       | 1       | 0       | 0       | 0        |
| 2     | Vereinigte Staaten  | 6      | 1     | 3       | 1       | 1       | 0       | 0        |
| 3     | Chile               | 5      | 0     | 1       | 2       | 2       | 0       | 0        |
| 4     | Kanada              | 4      | 0     | 1       | 2       | 1       | 0       | 0        |
| 5     | Trinidad und Tobago | 3      | 0     | 1       | 0       | 0       | 0       | 2        |
| 6     | Uruguay             | 4      | 0     | 0       | 0       | 1       | 2       | 1        |
| 7     | Mexiko              | 2      | 0     | 0       | 0       | 1       | 1       | 0        |
| 8     | Barbados            | 2      | 0     | 0       | 0       | 0       | 1       | 1        |
| 9     | Kuba                | 1      | 0     | 0       | 0       | 0       | 1       | 0        |
| 9     | Paraguay            | 1      | 0     | 0       | 0       | 0       | 0       | 1        |